# بطولة الأمم الخمس 1960
بطولة الأمم الخمسة 1960 (بالإنجليزية: 1960 Five Nations Championship)‏ هو الموسم 66 من  بطولة الأمم الخمسة. كان عدد الأندية المشاركة فيه  5، وفاز فيه منتخب إنجلترا الوطني لاتحاد الرغبي، ومنتخب فرنسا الوطني لاتحاد الرغبي.